# Lariksspanner
De lariksspanner (Macaria signaria) is een nachtvlinder uit de familie van de spanners (Geometridae). 

## Kenmerken
De voorvleugellengte bedraagt tussen de 13 en 14 mm. De basiskleur van de vleugels is vuilwit. Aan de buitenkant van het midden van de voorvleugel bevinden zich twee min of meer vierkante bruine vlekken. Aan de buitenkant hiervan loopt nog een witte dwarslijn. Langs de costa bevinden zich nog drie donkerbruine vlekken die uitlopen in een dwarslijn.

## Levenscyclus
De lariksspanner gebruikt spar en europese lork als waardplanten. De rups is te vinden van juli tot september. De soort overwintert als pop. Er is jaarlijks een generatie die vliegt van mei tot halverwege augustus.

## Voorkomen
De soort komt verspreid voor over een groot deel van het Palearctisch gebied. Ook in Noord-Amerika. De lariksspanner is in Nederland een vrij gewone soort van de zandgronden en in België een zeldzame soort. 